# 3385 Bronnina
3385 Bronnina este un asteroid din centura principală, descoperit pe 24 septembrie 1979 de Nikolai Cernîh.